# Heliconius flavodiscalis
Heliconius flavodiscalis är en fjärilsart som beskrevs av Heinrich Neustetter 1931. Heliconius flavodiscalis ingår i släktet Heliconius och familjen praktfjärilar. Inga underarter finns listade i Catalogue of Life.